# James H. Duff
James H. Duff (Mansfield, 1883. január 21. – Washington, 1969. december 20.) az Amerikai Egyesült Államok szenátora Pennsylvania államban 1951 és 1957 között.